# Magyarország zöldségtermesztése
Magyarország földrajzi környezte – talaj- és éghajlati adottságai – kedveznek a zöldségtermesztésnek. A friss fogyasztás mellett a zöldség a tartósító ipar – konzerv- és hűtőipar – nyersanyaga is. A friss és feldolgozott zöldség a magyarországi export fontos árucikke.
A zöldségtermesztésnek az ország mezőgazdaságában széles körű fejlesztő hatása van. A zöldségfélék egy része Amerika melegebb és nedvesebb területeiről került Európába. A burgonya, a paradicsom, a paprika, a bab ezért hidegebbre érzékeny, így vetésükre, palántázásukra csak a késő tavaszi fagyok után kerülhet sor. Az üvegházak és fóliasátrak segítségével sikerült a zöldségszezont előbbre hozni. A zöldségfélék többsége bőséges csapadékot és öntözést kíván. 
Termesztésük nehezen gépesíthető, munkaigényes folyamat, de az egységnyi zöldségföldről nagyobb érték hozható ki, mint bármely más mezőgazdasági ágazatban.
A zöldségtermesztés körzetei kialakulásuk tényezői alapján
Természetes tradíciókra épülő körzetek:
1. Kedvező földrajzi adottságok mellett a tapasztalatokon és a termékek ismeretén alapulnak. Pl.: makói hagyma.
2. Piacorientált mezőgazdasági körzetek: amely a nagy fogyasztók (Budapest, Miskolc, Balaton) környékén alakultak ki. Az egyes növények termesztése kevésbé alkalmas földrajzi adottságok mellett, ezt kárpótolják a piac közelségéből fakadó előnyök (pl. magasabb ár).
3. A konzervgyárak és hűtőházak nyersanyagellátó területei

## Magyarországon termesztett főbb zöldségfélék
Burgonya:
Fontos táplálkozási és népélelmezési cikk, és egyben takarmány és nyersanyag is (keményítő- és szeszipar). 
Enyhén savanyú homoktalajt szereti a legjobban. Egyenletes csapadékeloszlást igényel, ezért a termésátlagai ingadozóak.
Körzetek: Pest és Bács-Kiskun megye, Nyírség, Borsod, a Belső-somogyi homokhát, Nyugat-Dunántúl, a Kisalföld.
Vöröshagyma:

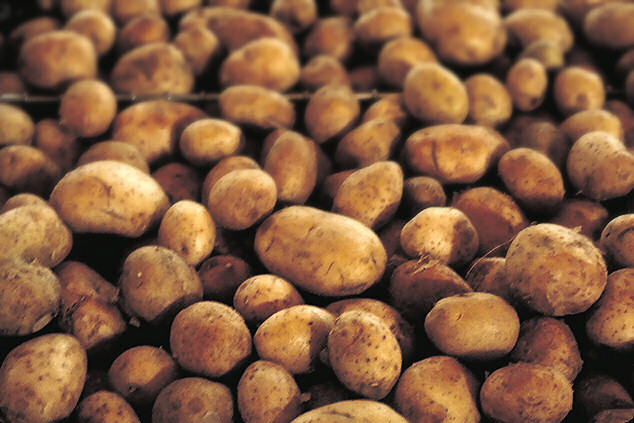

Makó és környékén magas napfénytartam miatt fekete mezőségi talajon kitűnő minőségű hagyma terem. A magyar hagyma kitűnik magas vitamin- és illóolaj tartalmával, rostjainak szilárdságával.
Paradicsom:

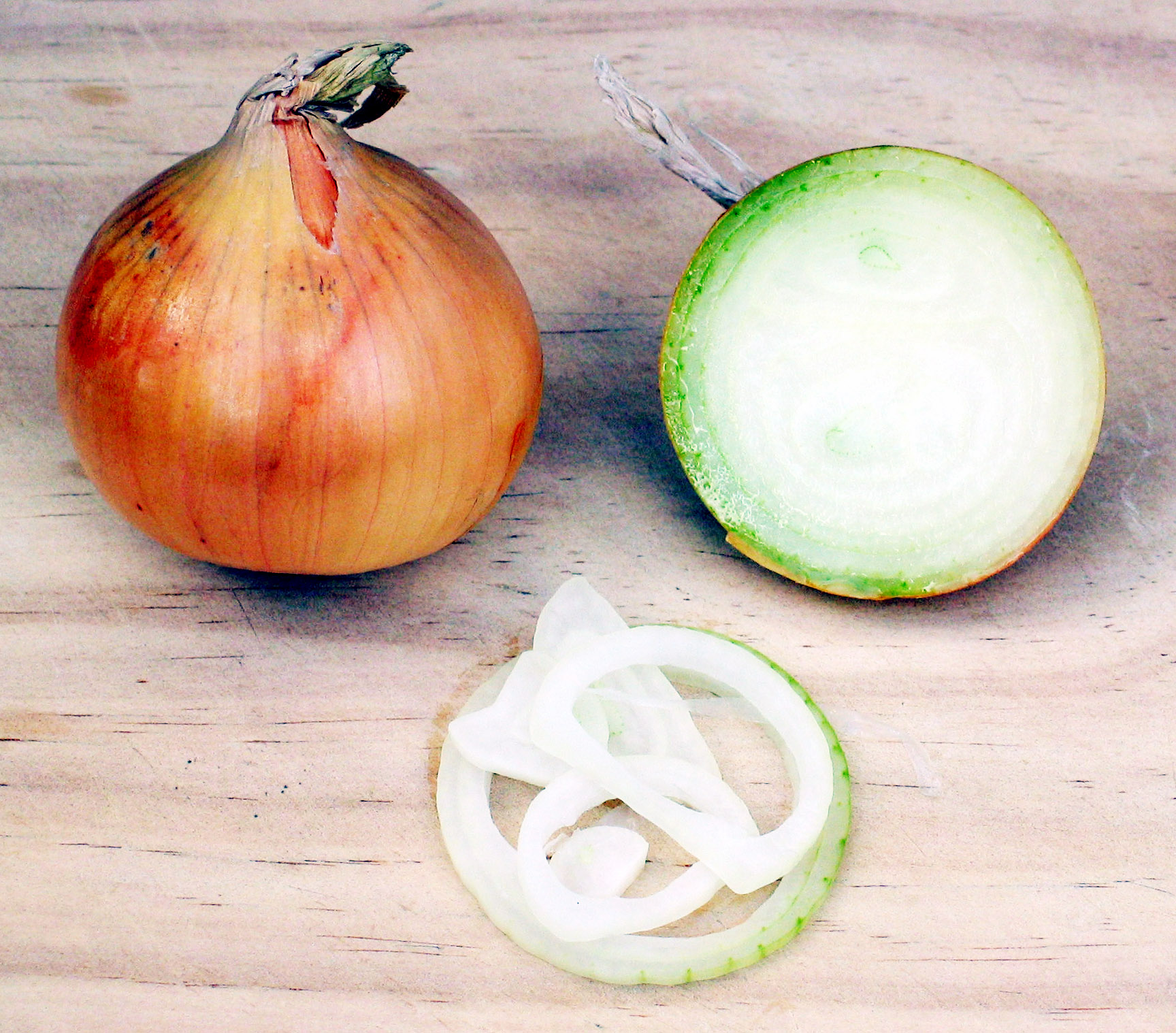

Frissfogyasztású zöldség és konzervipari nyersanyag. Lazább melegeb talajt szereti. Kedveli a sok nedvességet, érés idején sok napfényre van szüksége. Termőterületei elsősorban a konzervgyárak környékén alakultak ki: Hatvan, Nagykőrös, Kecskemét és Nagyatád).
Fűszerpaprika:

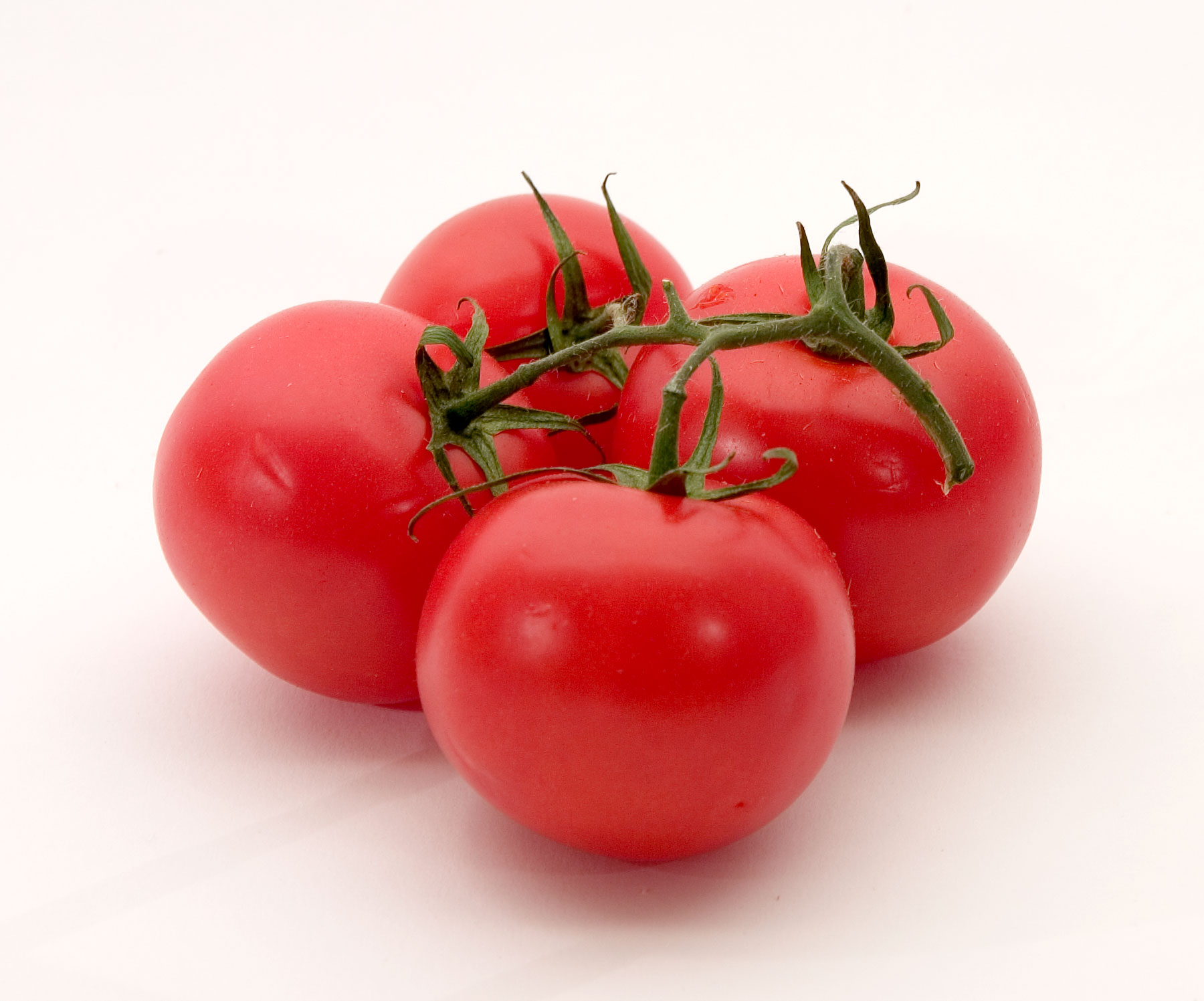

Hőigényes, termőterületei az Alföld legmelegebb déli részein: Szeged és Kalocsa környéke.
Zöldpaprika:

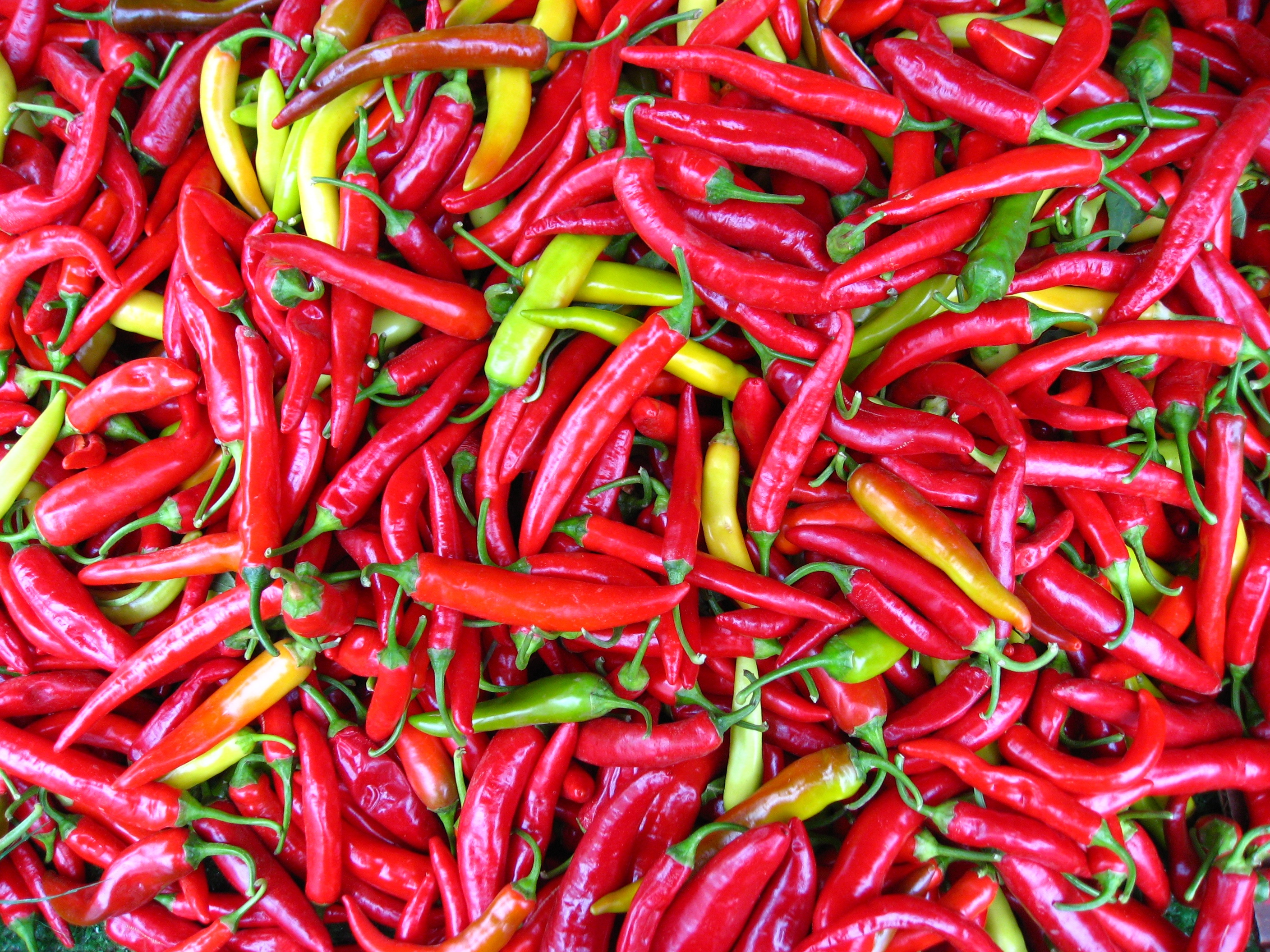

Igénytelenebb a fűszerpaprikánál. Szinte az egész ország területén termesztik, de főbb termőterületei: a hevesi, a szentesi, a kecskemét-nagykőrösi, a cecei és a bogyiszlói körzetek.
Jelentősebb zöldségfélék:

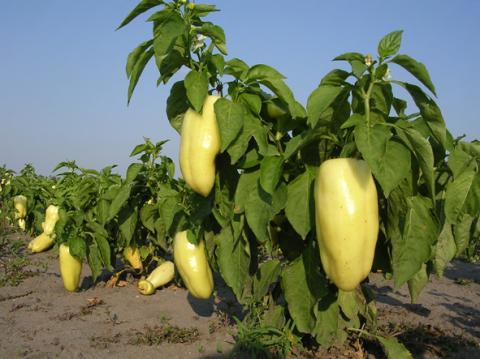

A káposzta, az uborka, a saláta, a tök, a zöldborsó és a gyümölcsként fogyasztott dinnye.